# Quaga
Quaga (nome científico: Equus quagga quagga) é uma subespécie extinta de zebra-da-planície. Muito numerosos no passado, os quagas viviam no sul da África e, ao contrário das outras zebras, apresentavam listras apenas na metade da frente do corpo, enquanto a traseira era de cor castanha lisa. A extinção dos quagas foi provocada pela caça excessiva por colonos bôeres, que buscavam sua carne e couro. A competição com o gado doméstico por áreas de pastagens também foi um fator que levou a seu extermínio. O último animal na natureza foi caçado em 1878, e o último exemplar, uma fêmea do zoológico Natura Artis Magistra de Amsterdã, morreu em 12 de agosto de 1883.
Com cerca de dois metros e meio de comprimento e 1,35 m de altura até ombro, o quaga se distinguia de outras zebras por seu distinto padrão de listras, de cores marrom e branca, apenas na parte frontal do corpo. A metade posterior da pelagem era marrom-avermelhada e sem listras, parecida com a de um cavalo. A distribuição das listras variava consideravelmente entre os indivíduos. Pouco se sabe sobre o comportamento do quaga, mas ele formava bandos de 30 a 50 indivíduos. Foram descritos como selvagens e vívidos, mas também eram considerados mais dóceis que as zebras-de-burchell. Eles eram encontrados em grande número na região de Karoo da Província do Cabo e na parte sul do Estado Livre de Orange, na África do Sul.
Somente um quaga foi fotografado vivo: uma fêmea que vivia no Zoológico de Londres. São conhecidas cinco fotografias deste indivíduo, todas tiradas entre 1863 e 1870. Atualmente, existem 23 espécimes de quaga empalhados em museus pelo mundo. Além destes, restaram uma cabeça e pescoço montados, um pé, sete esqueletos completos e amostras de vários tecidos. Um vigésimo quarto espécime montado foi destruído em Königsberg, na Alemanha, durante a Segunda Guerra Mundial; e vários outros esqueletos e ossos foram perdidos ao longo dos anos. Em 1984, o quaga foi o primeiro animal extinto a ter seu DNA analisado. O Projeto Quagga está tentando recriar o fenótipo do padrão de pelagem por meio da reprodução seletiva de zebras-de-burchell, para posterior soltura na área de ocorrência original do quaga.

## Taxonomia

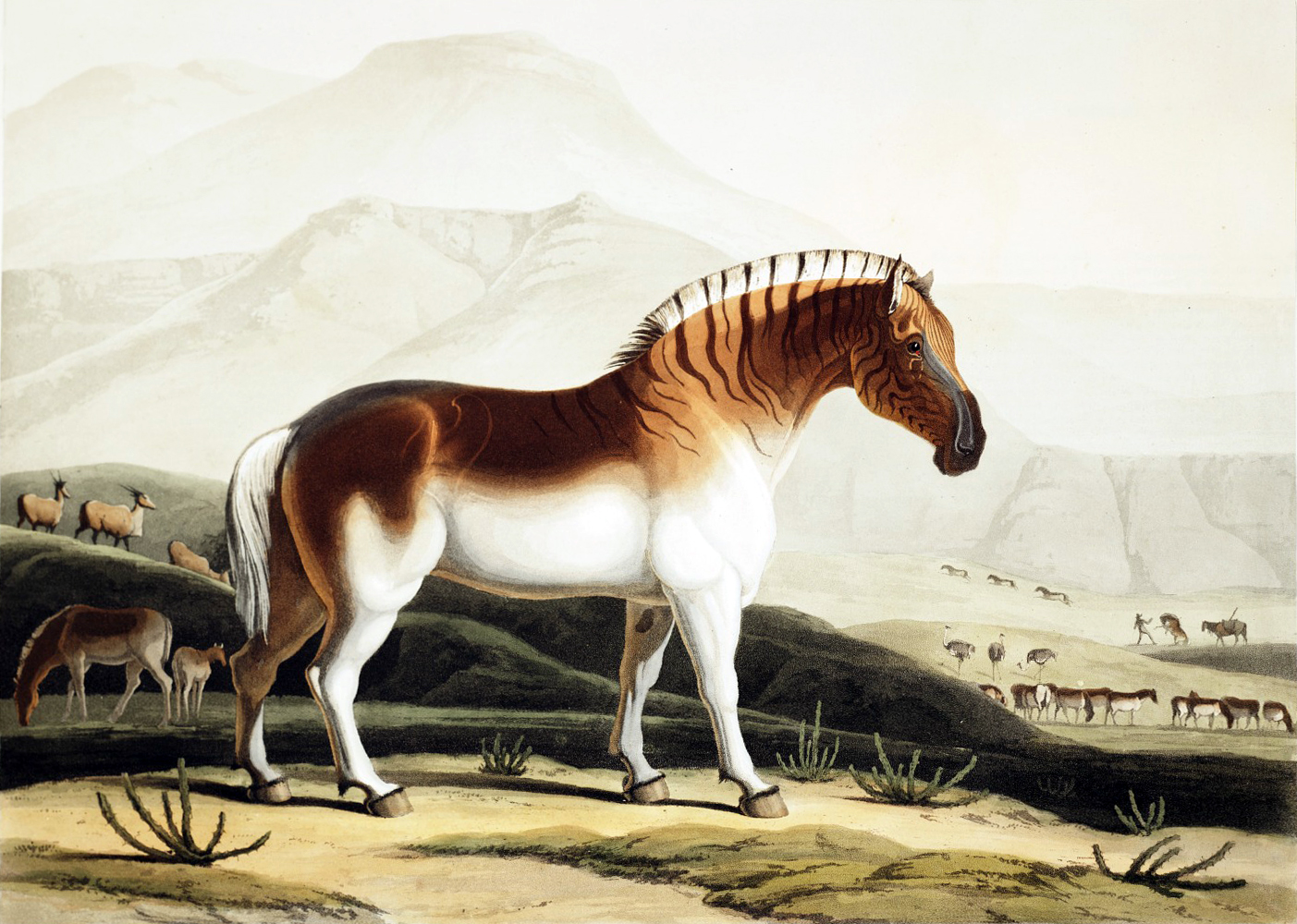
Ilustração de 1804 de Samuel Daniell, que foi a base da suposta subespécie E. q. Danielli.

A palavra "quaga" (quagga, em inglês) significa "zebra" na língua do povo Khoikhoi, nativo do sul da África. É uma onomatopeia do som emitido pelo animal, às vezes transcrito como kwa-ha-ha, kwahaah, ou oug-ga. Até hoje o nome ainda é usado coloquialmente por algumas pessoas para se referir a zebra-da-planície. A primeira descrição científica do quaga foi a do naturalista holandês Pieter Boddaert, em 1778. Ele considerou o animal como um espécie distinta, batizando-o com o binômio Equus quagga. O quaga, a zebra-da-planície e a zebra-da-montanha foram tradicionalmente classificados no subgênero Hippotigris.
Sempre houve muito debate sobre o grau de "parentesco" do quaga em relação à zebra-da-planície, se é uma subespécie desta ou uma espécie separada. Ele está muito mal representado no registro fóssil, e a identificação dos poucos resquícios encontrados é incerta, uma vez que foram coletados num momento histórico no qual a palavra "quaga" se referia a todas as zebras. Crânios fósseis de Equus mauritanicus da Argélia foram apontados como tendo afinidades com o quaga e a zebra-da-planície, mas podem estar muito danificados para permitir que conclusões definitivas sejam tiradas a partir deles. Quagas também foram identificados em pinturas rupestres atribuídas ao povo Sã. O zoólogo britânico Reginald Innes Pocock, em 1902, foi talvez o primeiro a sugerir que o quaga é uma subespécie de zebra-da-planície. Como o animal foi descrito cientificamente e batizado antes da zebra-da-planície, o nome trinominal para o quaga ficou E. quagga quagga; prevalecendo o binômio E. quagga para a zebra-da-planície e, consequentemente, todas as suas outras subespécies.

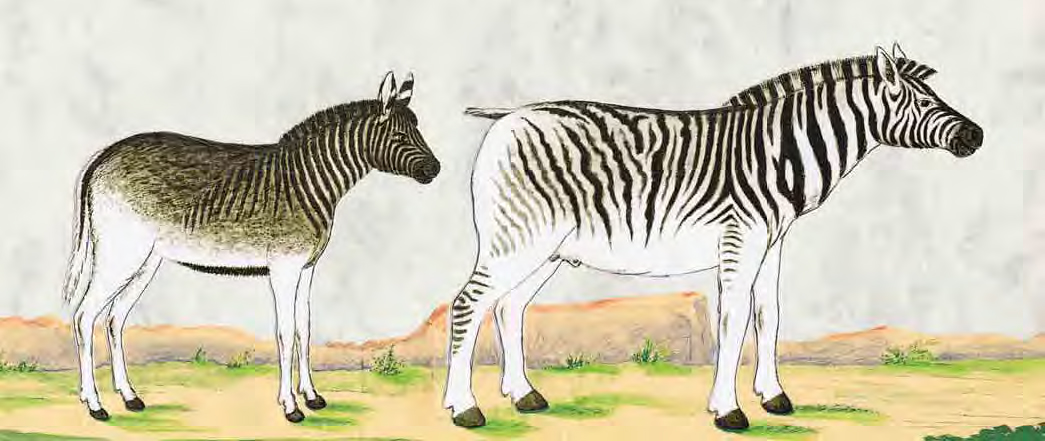
Quaga jovem e um macho adulto de zebra-de-burchell por Robert Gordon (1777).

Historicamente, a taxonomia do quaga foi ainda mais difícil de ser definida porque acreditava-se que a população extinta mais austral de zebra-de-burchell (Equus quagga burchellii, antes Equus burchellii burchellii) era uma subespécie distinta (às vezes até mesmo considerada uma espécie separada, E. burchellii). A população vivente de zebra-da-planície mais ao norte, a "zebra-de-damara", chegou a ser chamada de Equus quagga antiquorum, mas sabe-se hoje que se trata do mesmo táxon da zebra-de-burchell. Durante muito tempo pensou-se que a população extinta era muito próxima do quaga, uma vez que a pelagem também exibia poucas listras na parte traseira. Com base nisso, Shortridge classificou os dois no agora em desuso subgênero Quagga em 1934. A maioria dos especialistas sugere que as duas subespécies representam duas extremidades de uma variação clinal.
Diferentes subespécies de zebras-das-planícies foram reconhecidas como membros do táxon Equus quagga pelos primeiros pesquisadores, porém houve muita confusão sobre quais delas eram válidas. Subespécies de quaga foram descritas com base em disparidades nos padrões das listras, mas essas diferenças foram atribuídas a variações individuais dentro das mesmas populações. Algumas subespécies e até mesmo espécies, tal como E. q. danielli e Hippotigris isabellinus, foram propostas tendo como base apenas ilustrações (iconotipos) de espécimes aberrantes de quagas. Alguns autores descreveram o quaga como uma espécie de cavalo selvagem, em vez de uma zebra, e um estudo craniométrico de 1980 parecia confirmar seu parentesco com o cavalo (Equus caballus). Hoje, acredita-se que os primeiros estudos morfológicos estavam equivocados. O uso de esqueletos de espécimes empalhados pode ser problemático, porque os taxidermistas mais antigos às vezes usavam crânios de burros e cavalos dentro das peças que montavam quando os originais não estavam disponíveis.

### Evolução

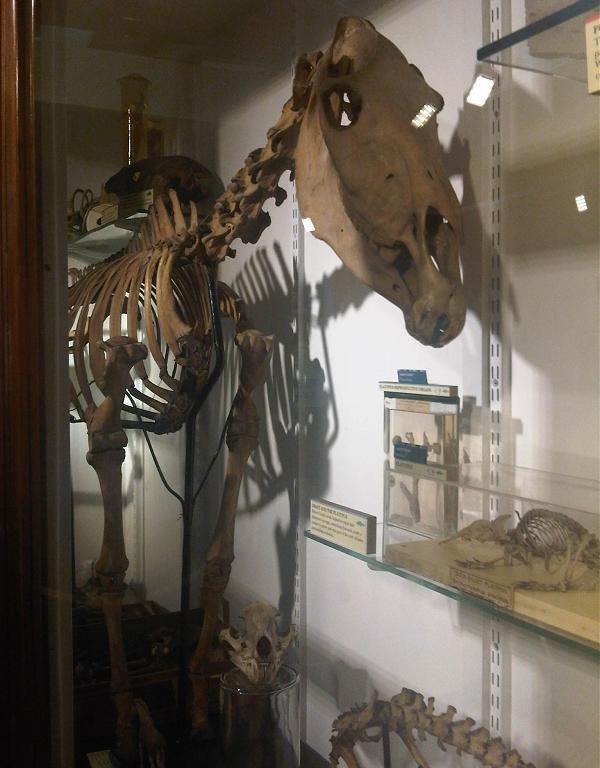
Esqueleto no Grant Museum, um dos sete que restaram.

O quaga foi o primeiro animal extinto a ter seu DNA analisado, e este estudo pioneiro, feito em 1984, lançou o campo da análise de DNA antigo. A pesquisa confirmou que o quaga é mais estreitamente relacionado com zebras do que cavalos, e constatou que o quaga e a zebra-da-montanha (Equus zebra) compartilham um antepassado de 3 a 4 milhões de anos atrás. Um estudo imunológico publicado no ano seguinte, revelou que o quaga é geneticamente mais próximo da zebra-das-planícies. Outro artigo, de 1987, sugeriu que o DNA mitocondrial do quaga divergiu numa faixa de cerca de 2% por milhão de anos, similar ao que acontece em outras espécies de mamíferos, e mais uma vez confirmou sua estreita relação com a zebra-da-planície.
Estudos morfológicos posteriores chegaram a conclusões conflitantes. A análise de medições cranianas feita em 1999 descobriu que o quaga era tão diferente da zebra-da-planície quanto esta o é da zebra-da-montanha. Até que, em 2004, um estudo de peles e crânios, sugeriu que o quaga não era uma espécie separada, mas sim uma subespécie da zebra-da-planície. Apesar desta descoberta, muitos autores ainda consideravam a zebra-da-planície e o quaga como sendo espécies distintas.
Um estudo genético publicado em 2005 confirmou o status de subespécie do quaga. A pesquisa mostrou que o animal tinha pouca diversidade genética, e que divergiu das outras subespécies de zebras-das-planícies apenas entre 120 mil e 290 mil anos atrás, durante o Pleistoceno, e possivelmente no penúltimo máximo glacial. Seu padrão de pelagem distinto talvez tenha evoluído rapidamente por causa do isolamento geográfico e/ou adaptação a um ambiente mais seco. Além disso, as subespécies de zebras-das-planícies tendem a ser menos listradas quanto mais ao sul é seu habitat, e o quaga era justamente a subespécie que vivia mais ao sul. Outros grandes ungulados africanos também divergiram em outras espécies e subespécies durante este mesmo período, provavelmente por causa da mesma mudança climática.
O cladograma simplificado abaixo é baseado na análise de 2005 (alguns táxons compartilham haplótipos e portanto não podem ser diferenciados):

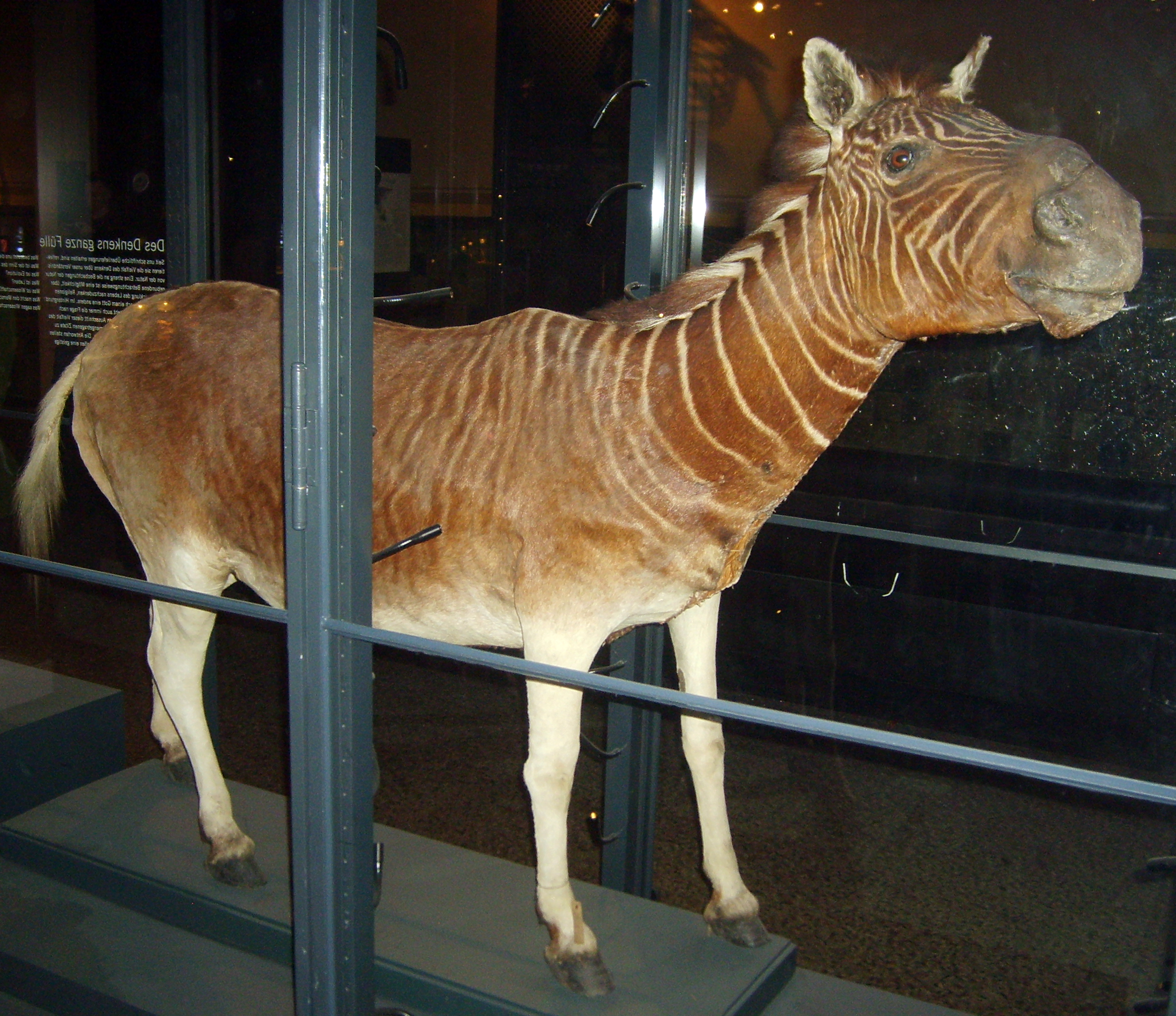
A pele do Museu de História Natural de Berlim teve seu DNA analisado.

|  | \| \| quaga (E. q. quagga) \| \| \| \| \| \| zebra-de-damara (E. q. antiquorum) - zebra-de-chapman (E. q. chapmani) \| \| \| \| |
|  | |
|  | zebra-de-grant (E. q. boehmi)                                                                                                   |
|  | |
|  | quaga (E. q. quagga) |
|  | |
|  | zebra-de-damara (E. q. antiquorum) - zebra-de-chapman (E. q. chapmani)                                                          |
|  | |

|  | quaga (E. q. quagga)                                                   |
|  |                                                                        |
|  | zebra-de-damara (E. q. antiquorum) - zebra-de-chapman (E. q. chapmani) |
|  |                                                                        |

|  | \| \| quaga (E. q. quagga) \| \| \| \| \| \| zebra-de-damara (E. q. antiquorum) - zebra-de-chapman (E. q. chapmani) \| \| \| \| |
|  | |
|  | zebra-de-grant (E. q. boehmi)                                                                                                   |
|  | |
|  | quaga (E. q. quagga) |
|  | |
|  | zebra-de-damara (E. q. antiquorum) - zebra-de-chapman (E. q. chapmani)                                                          |
|  | |

|  | quaga (E. q. quagga)                                                   |
|  |                                                                        |
|  | zebra-de-damara (E. q. antiquorum) - zebra-de-chapman (E. q. chapmani) |
|  |                                                                        |

|  | \| \| quaga (E. q. quagga) \| \| \| \| \| \| zebra-de-damara (E. q. antiquorum) - zebra-de-chapman (E. q. chapmani) \| \| \| \| |
|  | |
|  | zebra-de-grant (E. q. boehmi)                                                                                                   |
|  | |
|  | quaga (E. q. quagga) |
|  | |
|  | zebra-de-damara (E. q. antiquorum) - zebra-de-chapman (E. q. chapmani)                                                          |
|  | |

|  | quaga (E. q. quagga)                                                   |
|  |                                                                        |
|  | zebra-de-damara (E. q. antiquorum) - zebra-de-chapman (E. q. chapmani) |
|  |                                                                        |

|  | \| \| quaga (E. q. quagga) \| \| \| \| \| \| zebra-de-damara (E. q. antiquorum) - zebra-de-chapman (E. q. chapmani) \| \| \| \| |
|  | |
|  | zebra-de-grant (E. q. boehmi)                                                                                                   |
|  | |
|  | quaga (E. q. quagga) |
|  | |
|  | zebra-de-damara (E. q. antiquorum) - zebra-de-chapman (E. q. chapmani)                                                          |
|  | |

|  | quaga (E. q. quagga)                                                   |
|  |                                                                        |
|  | zebra-de-damara (E. q. antiquorum) - zebra-de-chapman (E. q. chapmani) |
|  |                                                                        |

Um estudo genético de 2018 das populações de zebras-das-planícies confirmou o quaga como um membro da espécie. Os pesquisadores não encontraram evidências de diferenciação subespecífica com base nas diferenças morfológicas entre as populações de zebras que vivem mais ao sul, incluindo os quagas. As populações modernas de zebras-das-planícies podem ter se originado do sul da África, e o quaga parece ser menos divergente das populações vizinhas do que a população vivente mais ao norte, no nordeste de Uganda. Em vez disso, o estudo apoiou um continuum genético norte-sul para zebras-das-planícies, com a população de Uganda sendo a mais distinta. As zebras da Namíbia parecem ser as mais próximas geneticamente dos quagas.

## Descrição

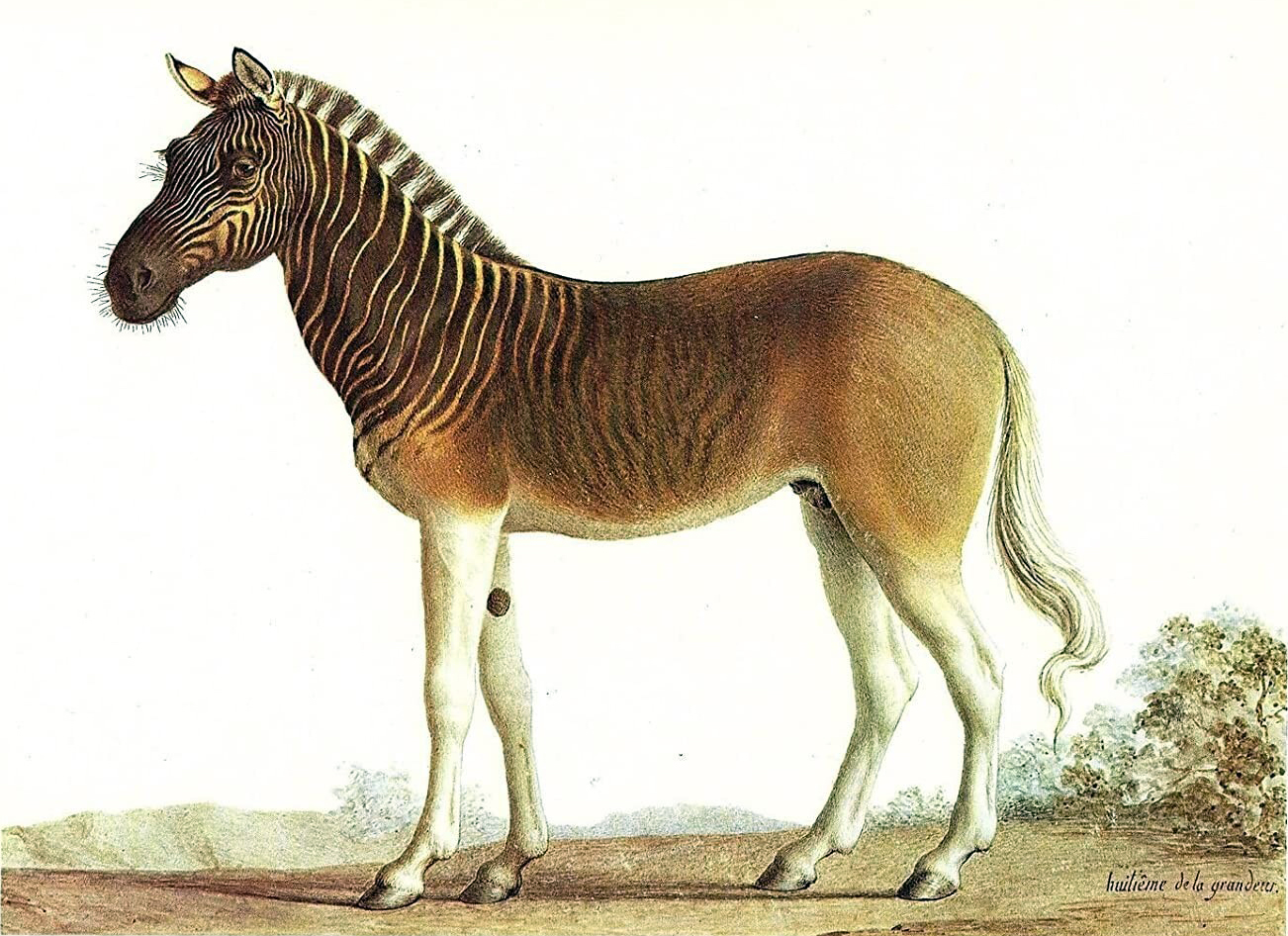
Pintura de um garanhão na coleção de Luís XVI em Versalhes por Nicolas Maréchal (1793).

Diversos relatos indicam que o quaga media cerca de 2,57 m de comprimento e 1,25 a 1,35 m de altura até o ombro. Seu padrão de pelagem era único entre os equídeos: semelhante ao da zebra na frente, porém mais parecido com o do cavalo na parte traseira do corpo. O animal tinha listras marrons na cabeça e no pescoço, lombo marrom, e abdome, cauda e patas brancas. As listras eram mais escuras na cabeça e no pescoço e tornavam-se gradualmente mais claras em direção às espáduas, misturando-se com o marrom avermelhado do dorso e flancos, até desaparecer ao longo do costado. Pode ter possuído um alto grau de polimorfismo, com alguns indivíduos praticamente sem listras e outros com padrões semelhantes à população mais ao sul (já extinta) da zebra-de-burchell, na qual as listras cobriam a maior parte do corpo, exceto a parte traseira, patas e abdome. Os quagas também tinham uma larga faixa dorsal escura, além de uma crina ereta com listras marrons e brancas.

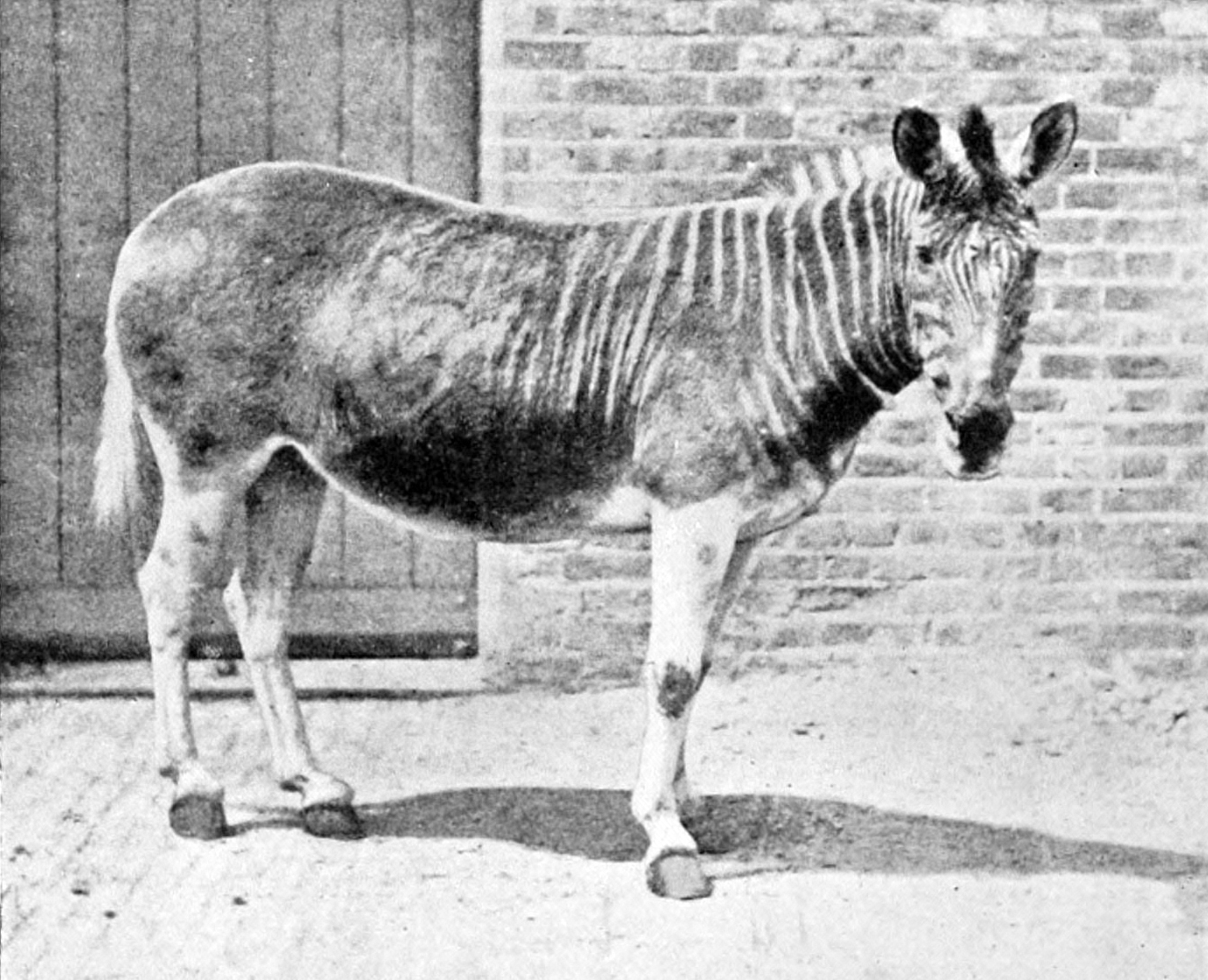
Fêmea do zoológico de Londres (1870), único quaga fotografado vivo.

O único quaga fotografado vivo foi uma fêmea que vivia no Zoológico de Londres. São conhecidas cinco fotografias deste indivíduo, todas tiradas entre 1863 e 1870. Com base nessas imagens e nos relatos escritos, vários observadores acreditam que as listras nos quagas eram claras sobre um fundo escuro, ao contrário de outras zebras. Reinhold Rau, pioneiro do Projeto Quagga, afirmou que se trata de uma ilusão de óptica; na verdade, a cor base é branco creme e as listras são grossas e escuras. No entanto, evidências embriológicas sustentam a ideia de que as zebras são de cor escura com posterior surgimento de listas brancas.
Vivendo na região mais ao sul da área de ocorrência das zebras-das-planícies, o quaga tinha uma espessa pelagem de inverno que trocava todo ano. Seu crânio foi descrito como tendo um perfil reto e um diastema côncavo, e como sendo relativamente largo com um occipital estreito. Tal como outras zebras-das-planícies, o quaga não tinha uma papada no pescoço como a da zebra-da-montanha. Um estudo morfológico de 2004 descobriu que as características do esqueleto da população mais ao sul da zebra-de-burchell e do quaga são sobrepostas, e que são impossíveis de ser distinguidas. Alguns exemplares também pareciam ser intermediários entre os dois no que se refere às listras, e alguns indivíduos da população sobrevivente da zebra-de-burchell ainda exibem um padrão de listras limitado. Por conseguinte, pode concluir-se que morfologicamente as duas subespécies são muito parecidas. Hoje, alguns exemplares empalhados de quagas e zebras-de-burchell do sul são tão semelhantes que é impossível identifica-los com precisão, caso não haja registro da localização onde o exemplar foi obtido. As fêmeas utilizadas no estudo eram, em média, maiores que os machos.

## Comportamento e ecologia
O quaga foi a subespécie de zebra-da-planície cuja área de distribuição estava mais ao sul no continente africano; eles viviam principalmente ao sul do rio Orange. Era um animal que pastava, e o alcance de seu habitat era restrito aos campos e ao cerrado árido da região do Karoo na África do Sul, hoje parte das províncias de Cabo Setentrional, Cabo Oriental, Cabo Ocidental e Estado Livre. Estas áreas são conhecidas por suas flora e fauna peculiares e grande quantidade de espécies endêmicas.
Pouco se sabe sobre o comportamento dos quagas na natureza. Além disso, às vezes não fica claro nos relatos antigos sobre qual tipo de zebra o autor está se referindo. A única fonte que descreve de forma inequívoca o quaga na província de Estado Livre é o registro do militar, engenheiro e caçador inglês William Cornwallis Harris. Ele escreveu em 1840:
| “ | A distribuição geográfica do quaga parece não se estender a norte do rio Vaal. O animal era bastante comum no interior da colônia; mas, desaparecendo diante dos avanços da civilização, pode ser encontrado agora em número muito limitado e apenas nas fronteiras. Além, naquelas planícies abafadas que estão completamente possuídas por bestas selvagens, e podem com estrita propriedade serem chamadas de domínios da natureza selvagem, ele ocorre em rebanhos intermináveis; e, embora nunca se misture com seus congêneres mais elegantes, é quase invariavelmente encontrado lado a lado com o gnu-de-cauda-branca e com o avestruz, por uma sociedade com esta ave especialmente mostra a predileção mais singular. Movendo-se lentamente ao longo do perfil do horizonte parecido com um oceano, emitindo um relincho estridente, do qual seu nome forma uma imitação correta, longas filas de quagas continuamente lembram ao primeiro viajante uma caravana rival em sua marcha. Bandos de muitas centenas são, portanto, frequentemente vistos fazendo sua migração das planícies sombrias e desoladas de alguma parte do interior, que foi sua morada isolada, em busca das pastagens mais exuberantes onde, durante os meses de verão, várias ervas lançam suas folhas e flores para formar um tapete verde, salpicado das mais brilhantes e diversificadas matizes. | ” |

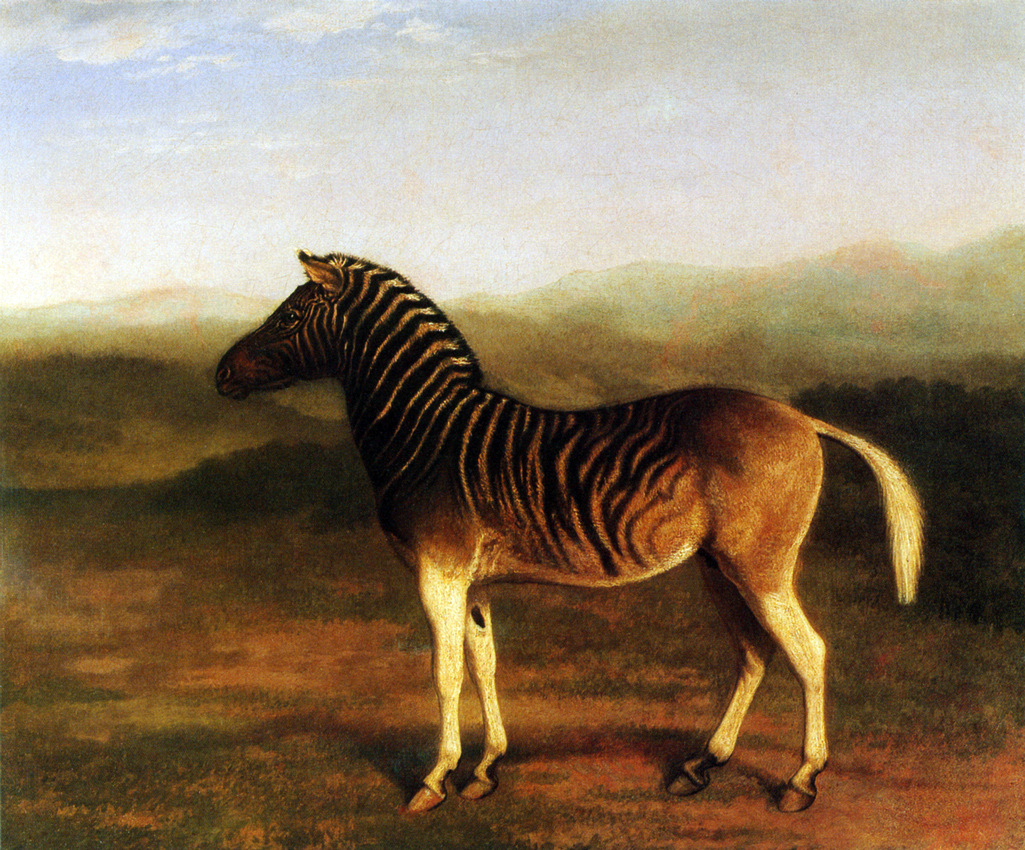
Pintura baseada num modelo vivo de um quaga macho por Jacques-Laurent Agasse, do início da década de 1800.

Quagas eram vistos em rebanhos de 30 a 50 indivíduos e, por vezes, viajavam enfileirados. Eles podem ter sido simpátricos com as zebras-de-burchell entre os rios Vaal e Orange. Esta afirmação é questionada, e não há nenhuma evidência de que eles se acasalavam. Também poderia ter compartilhado uma pequena parte de seu território com a zebra-das-montanhas de Hartmann (Equus zebra hartmannae).

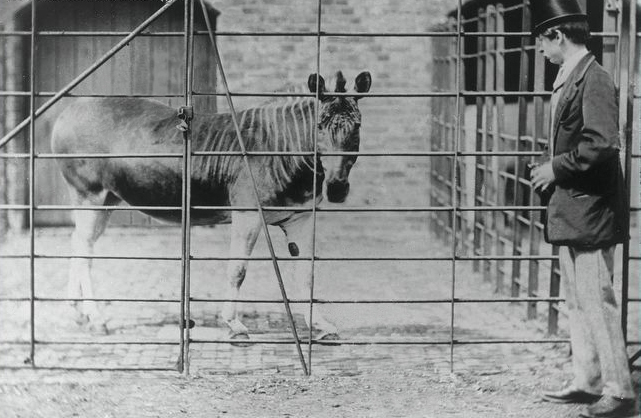
A fêmea de Londres e um cuidador do zoológico, 1864

Os quagas foram descritos como animais muito ativos e temperamentais, especialmente os garanhões. Durante a década de 1830, foram usados como animais de tração para carruagens em Londres, e os machos provavelmente eram castrados para mitigar sua natureza volátil. Fazendeiros também os usaram para proteger seus gados, pois geralmente atacavam invasores. Por outro lado, quagas que viviam em cativeiro em zoológicos europeus foram apontados como domáveis e mais dóceis que a zebra-de-burchell. Há relato de um indivíduo que viveu em cativeiro por 21 anos e 4 meses, morrendo em 1872.
Uma vez que a função prática das listras não foi determinada para zebras em geral, não está claro por que o quaga não tinha listras em suas partes traseiras. Uma função críptica para proteção contra predadores (listras obscurecem uma zebra individual no rebanho) e moscas-picadoras (que são menos atraídas por objetos listrados), bem como várias funções sociais, são hipóteses que tem sido propostas para zebras em geral. As diferenças nas listras das partes traseiras podem ter ajudado no reconhecimento intra-específico durante a debandada de rebanhos mistos, de modo que os membros de uma subespécie ou espécie seguiriam sua própria espécie. Também há evidências de que as zebras desenvolveram padrões de listras como termorregulação para se resfriar, e que o quaga os perdeu pois vivia num clima mais frio, embora as zebras-das-montanhas vivam em ambientes semelhantes e têm um padrão listrado bem destacado. Um estudo de 2014 apoiou fortemente a hipótese da mosca-picadora, e o quaga parece ter vivido em áreas com menor quantidade de atividade da mosca do que outras zebras.

## Declínio e extinção

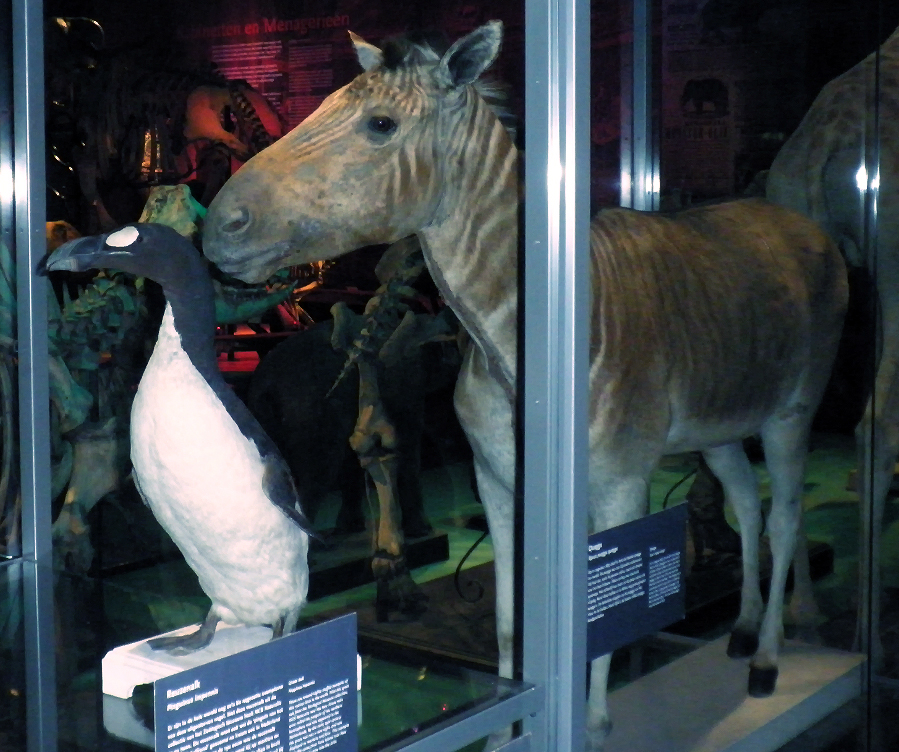
O último quaga é exibido empalhado no Naturalis, em Leiden.

Fácil de ser encontrado e morto, o quaga foi caçado pelos primeiros colonos neerlandeses, e mais tarde pelos bôeres, por sua carne e pele. As peles eram comercializadas ou utilizadas pelos próprios habitantes locais. O animal era especialmente vulnerável à extinção devido a sua distribuição limitada, e pode ter competido com o gado doméstico por pastagens. Já havia desaparecido de boa parte de sua área de ocorrência ainda na década de 1850. A última população na natureza, no Estado Livre de Orange, foi extirpada no final da década de 1870. E o último indivíduo selvagem conhecido morreu em 1878.
Exemplares de quagas também foram capturados e enviados para a Europa, onde eram exibidos em zoológicos. Lorde Morton, na tentativa de salvar o animal da extinção, iniciou em Londres um programa de reprodução em cativeiro. Mas só conseguiu obter um único quagua: um indivíduo macho que, por falta de opção, cruzou com uma égua comum. O resultado foi o nascimento de uma fêmea híbrida com listras de zebra no dorso e nas patas. A égua do Lorde Morton, como ficou conhecida, foi vendida e posteriormente cruzada com um garanhão preto, resultando em uma descendência que voltou a ter listras da zebra, conforme a descrição publicada em 1820 pela Royal Society. Esta sequência de cruzamentos levou a novas ideias sobre telegonia, referida como pangênese por Charles Darwin. No final do século XIX, o zoólogo escocês James Cossar Ewart argumentou contra essas ideias e provou, com várias experiências de cruzamentos, que as listras de zebra podem aparecer como uma característica atávica a qualquer momento.

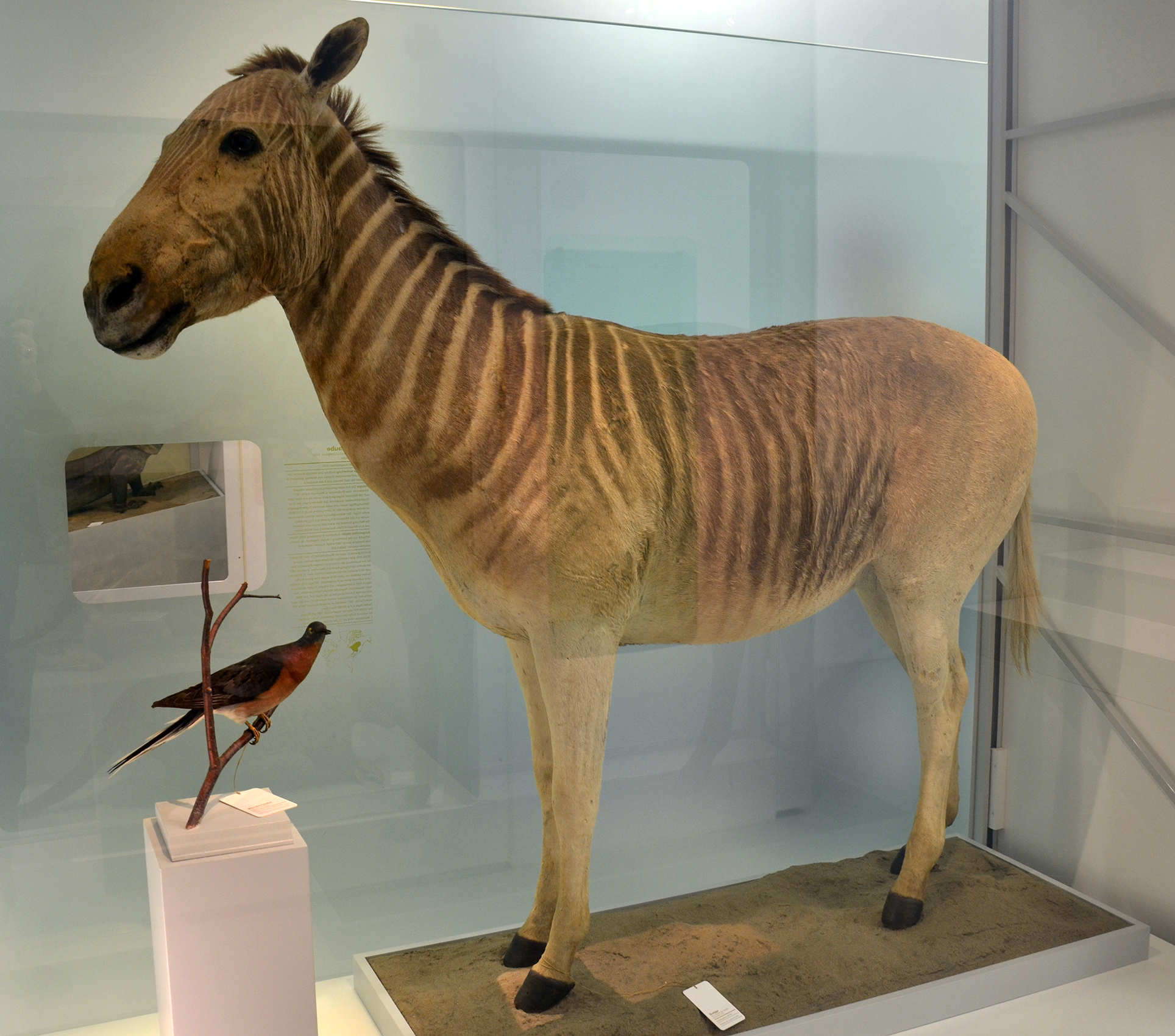
Quaga e pombo-passageiro no Museu de História Natural de Basileia: dois ícones da extinção provocada por humanos.

O quaga foi por muito tempo considerado um candidato adequado para domesticação, pois era visto como o mais dócil dos "cavalos listrados". Os primeiros colonos holandeses na África do Sul já haviam aventando essa possibilidade, porque seus cavalos importados não se saíam muito bem no clima extremo, e eram regularmente vítimas da temida peste equina africana. Em 1843, o naturalista inglês Charles Hamilton Smith escreveu que o quaga era "inquestionavelmente o melhor concebido para a domesticação, tanto no que diz respeito à força quanto à docilidade". Concordou o veterinário militar Matthew Horace Hayes, que na sua breve tentativa de domesticação, achou o animal notavelmente responsivo ao treino com sela e arreios. Houve apenas alguns poucos registros de espécimes domesticados ou domados na África do Sul. Na Europa, os únicos casos confirmados são de dois machos na tração de um faetonte conduzido por Joseph Wilfred Parkins, xerife de Londres entre 1819 e 1820; e os quagas e seus filhotes híbridos do zoológico de Londres, usados para puxar um carrinho e transportar vegetais do mercado para o zoológico. Em 1889, seis anos depois da morte do último quaga, o naturalista Henry Bryden escreveu que o fato de "um animal tão bonito, tão capaz de ser domesticado e usado," e tão abundante até pouco tempo atrás, ter sido varrido da face da Terra era "certamente uma vergonha para a civilização dos nossos dias".
O espécime de Londres morreu em 1872, e o de Berlim em 1875. O último exemplar em cativeiro, uma fêmea do zoológico Natura Artis Magistra, em Amsterdã, viveu naquele local de 9 de maio de 1867 até sua morte em 12 de agosto de 1883, mas sua procedência e a causa mortis não foram registradas. Na época, sua morte não foi reconhecida como significando a extinção de sua linhagem, e o zoológico solicitou outro espécime; os caçadores acreditavam que o animal ainda podia ser encontrado adentrando-se mais no território da Colônia do Cabo. Como os habitantes locais usavam o termo quagga para se referir a todas as zebras, isso pode ter causado confusão. A extinção do quaga foi internacionalmente aceita pela Convenção para a Preservação de Animais Selvagens, Pássaros e Peixes na África em 1900. Existem 23 espécimes de quaga empalhados e montados em todo o mundo, incluindo um jovem, dois potros e um feto. Além disso, restaram uma cabeça e pescoço montados, um pé, sete esqueletos completos e amostras de vários tecidos. Um vigésimo quarto espécime montado foi destruído em Königsberg, na Alemanha, durante a Segunda Guerra Mundial; e vários outros esqueletos e ossos foram perdidos ao longo dos anos. O último exemplar vivo foi homenageado em um selo holandês em 1988.

### Projeto Quagga

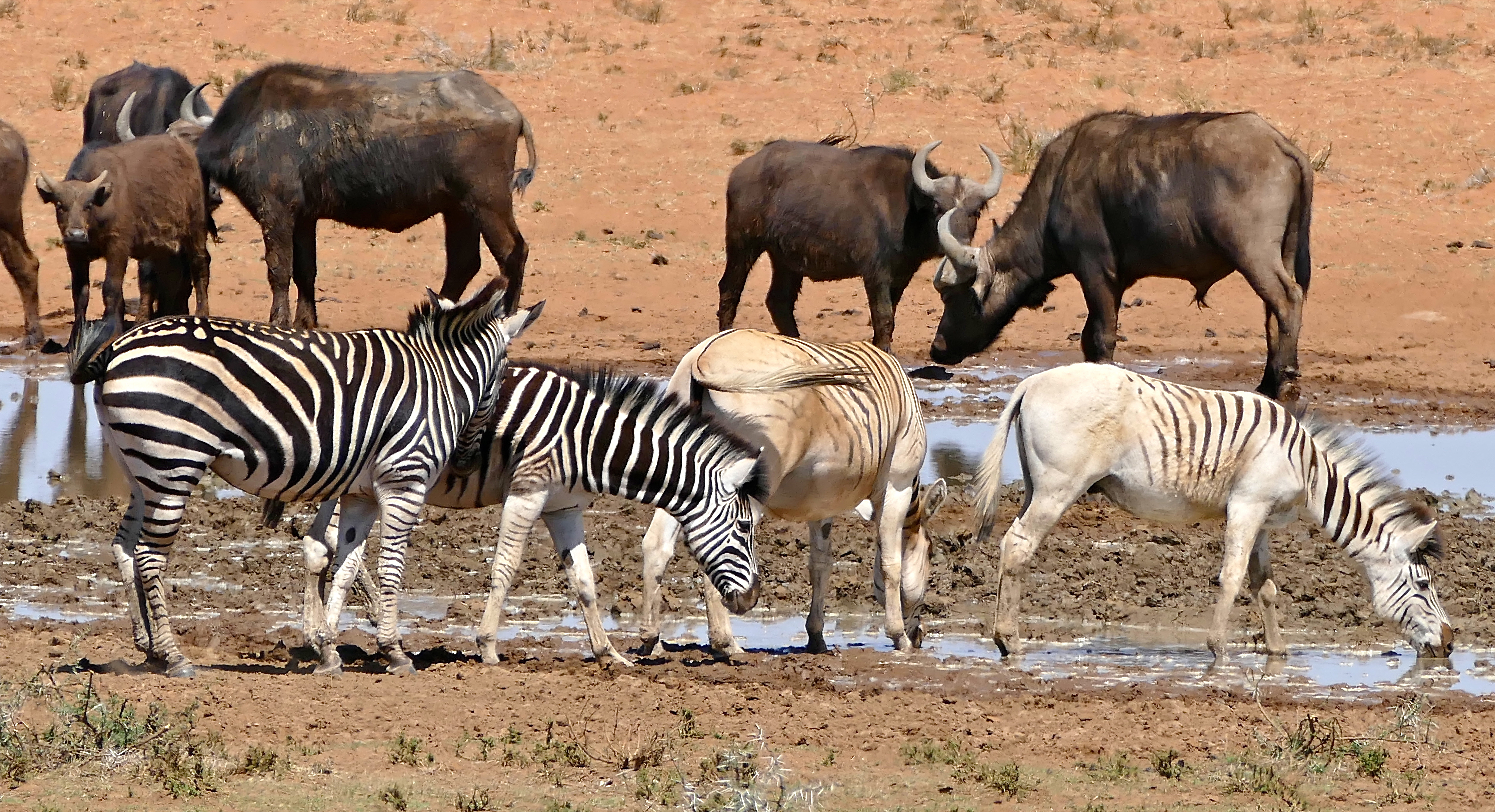
Zebras-das-planícies de pelagem normal e zebras do Projeto Quagga no Parque Nacional de Mokala.

Após a descoberta do parentesco muito próximo entre o quaga e as zebras-das-planícies que ainda vivem na natureza, Reinhold Rau iniciou o Projeto Quagga em 1987 na África do Sul. Através da técnica de reprodução seletiva, o projeto visa produzir uma população de zebras-das-planícies com um padrão de pelagem de listras reduzidas, semelhante ao dos quagas. Eventualmente, esses animais seriam soltos na antiga área de ocorrência do quaga. Para diferenciar os quagas e as zebras do projeto, os envolvidos no programa se referem a elas como "Rau quaggas". A população fundadora foi composta por 19 indivíduos da Namíbia e da África do Sul, escolhidos por terem faixas reduzidas na parte traseira do corpo e nas pernas. O primeiro potro do projeto nasceu em 1988. Após a criação de uma população suficientemente parecida com o quaga, os participantes do projeto planejam fazer a soltura no Cabo Ocidental.
A introdução na natureza dessas zebras parecidas com o quaga poderia fazer parte de um programa abrangente de restauração, incluindo esforços contínuos como a erradicação de árvores não nativas. Quagas, gnus e avestruzes, que ocorreram juntos durante os tempos históricos em uma associação mutuamente benéfica, poderiam ser mantidos lado a lado em áreas onde a vegetação nativa deve permanecer como área de pastagem natural. No início de 2006, os animais de terceira e quarta geração produzidos pelo projeto foram considerados semelhantes às representações e espécimes preservados do quaga. Esse tipo de criação seletiva é chamado de seleção retro-ativa. A prática é controversa, uma vez que as zebras resultantes se parecerão com os quagas apenas na aparência externa, mas serão geneticamente diferentes. A tecnologia para usar o DNA recuperado para clonagem ainda não foi desenvolvida.